# Acasta denticulata
Acasta denticulata is een zeepokkensoort uit de familie van de Archaeobalanidae.